# Brancus
Brancus là một chi nhện trong họ Salticidae.